# Léon Fagel

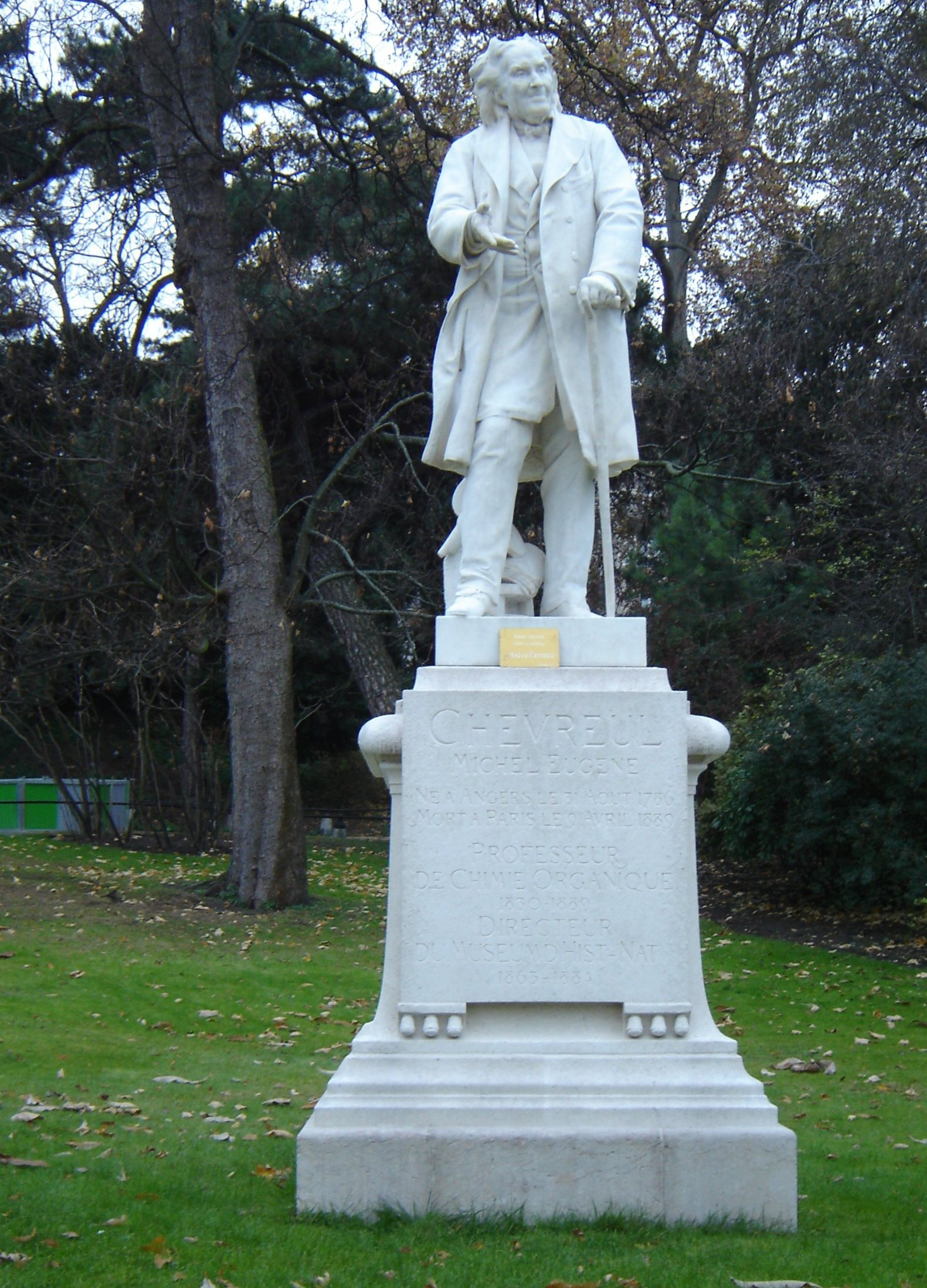
Estatua de Michel Eugène Chevreul por Léon Fagel.

Léon Fagel (1851-1913) fue un escultor francés, reconocido por sus bustos.

## Biografía
Fagel nació en Valenciennes, ganó el segundo Premio de Roma en 1875, y el Premio de Roma en 1879. Expuso bustos de Chevreul, J. Cavelier y Le Greffeur en la Exposición Universal de 1900, junto a dos largos relieves para la Basílica del Sacré Cœur (Fe y Coraje).

## Trabajos seleccionados
- En París
  - La Loi et La Justice, Cour des Comptes
  - La Vierge des Marins, Basílica del Sacré Cœur
  - Lettres, La Sorbona
  - Michel Eugène Chevreul, Jardin des Plantes
  - Sculpture, Place du Carrousel
  - Silvestre, Comédie-Française
- Otros emplazamientos
  - Art, École Nationale Supérieure d'Arts et Métiers Centre de Lille, Lille
  - Catherine Joséphine de Raffin, Musée des Beaux-Arts, Valenciennes
  - Charles-François Daubigny, Auvers
  - Joseph François Dupleix, Landrecies
  - Monumento a la Batalla de Wattignies (1793), Maubeuge
  - Petit tambour en Avesnes-sur-Helpe (1905)